# Bernard Loder
Bernard Cornelia Johannes Loder, född 13 september 1849 i Amsterdam, död 4 november 1935 i Haag, var en nederländsk jurist.
Loder blev 1873 juris doktor vid universitetet i Leiden, var sedermera advokat i Rotterdam och deltog 1896 i stiftandet av Comité Maritime International. Han var nederländsk regeringsdelegat vid internationella sjörättskonferenserna i Bryssel 1905, 1909 och 1910 samt var 1908–21 ledamot av Nederländernas högsta domstol (Hoge Raad der Nederlanden).
Vid fredskonferensen i Paris 1919 var Loder i mars nederländsk delegerad för diskussion av förslaget till förbundsakt för Nationernas förbund. Han var nederländsk ombudssuppleant vid första delegeradeförsamlingen i Genève 1920, presiderade samma år i den "konferens av neutrala" i Haag, som uppgjorde förslag till stadgar för en permanent internationell domstol, och var ledamot av den internationella juristkommission Nationernas förbund i samma syfte tillkallade. Han valdes 1921 till ledamot av Internationella mellanfolkliga domstolen och var intill 1924 dennas förste president.